# Laurel und Hardy: Oliver the Eighth
Oliver the Eighth (auch: The Private Life of Oliver the Eighth; deutsch: Dick und Doof auf Freiersfüßen / Das Privatleben von Oliver dem Achten / Als Ehekandidaten / Die Gattenmörderin / Heiratskandidaten) ist eine US-amerikanische Kurzfilm-Komödie mit dem Komikerduo Laurel und Hardy in den Hauptrollen. Der Film entstand Ende des Jahres 1933 unter der Regie von Lloyd French und kam 1934 im Verleih von MGM in die Kinos.

## Handlung
Laurel und Hardy betreiben einen Friseursalon, der nicht gut läuft. Beide reagieren auf die Kontaktanzeige einer wohlhabenden Witwe. Als sie ihr die Aufwartung machen, zeigt es sich, dass die Dame eine geistig verwirrte Person ist. Sie hat bereits sieben Ehemänner ermordet, die alle Oliver (wie ihr erster Ehemann, der sie verlassen hat) hießen.
Somit ist Hardy offenbar ihr nächstes Opfer. Es folgt eine angsterfüllte Nacht für die zwei in der Villa der Witwe. Gerade als diese das Messer an Hardys Kehle setzt, findet das Abenteuer ein ebenso glückliches wie überraschendes Ende.

## Produktion
Der ab dem 15. Dezember 1933 in den Hal Roach Studios gedrehte Film kam am 13. Januar 1934 im Verleih von MGM in die Kinos. Die Dreharbeiten wurden nur kurzzeitig unterbrochen, als Laurels Bruder Everett überraschend verstarb. Das Szenenbild in der Villa der Witwe gleicht dem aus The Laurel and Hardy Murder Case. Oliver the Eighth ist der letzte Drei-Filmrollen Streifen von Laurel und Hardy. Ursprünglich mit Charlie Hall (als Bote einer Wäscherei) gedrehte Szenen fielen dem Schnitt zum Opfer. Für Regisseur Lloyd French war es der letzte Laurel-und-Hardy-Film. Hardy stellt sich bei Witwe Fox mit seinem vollen Namen Oliver Norvell Hardy vor, was er sonst in keinem anderen Film getan hat.

## Kritik
Der Film fand bei der Kritik nur wenig Anklang. Dave Lord Heath meint, langsam, ab und an langweilig und arg gedehnt entwickle sich die dünne Geschichte. Einige wunderbare komödiantische Momente seien nicht ausreichend, um über diese Mängel hinwegzutäuschen. William K. Everson vermutet in seinem Standardwerk, dass es sich bei dem Film um eine Parodie auf den 1933 in die Kinos gekommenen, äußerst erfolgreichen Streifen The Private Life of Henry VIII. (mit Charles Laughton als Hauptdarsteller) handeln sollte. Dafür biete Oliver the Eighth jedoch kaum die parodistischen und komödiantischen Qualitäten. Everson würdigt zwar einige gute Pantomimen von Laurel und Hardy, bezeichnet jedoch das überraschende Ende als enttäuschend. John Larrabee sieht Oliver the Eighth als genauso wenig komisch an wie The Laurel and Hardy Murder Case.